# ハンスズーエシア
ハンスズーエシア(Hanssuesia、ハンススーシアとも)は、白亜紀後期に生息したパキケファロサウルス科の恐竜の属の1つである。現在のアルバータ州、モンタナ州に生息しており、現在のところはこの属にはHanssuesia sternbergi 一種のみが含まれる。

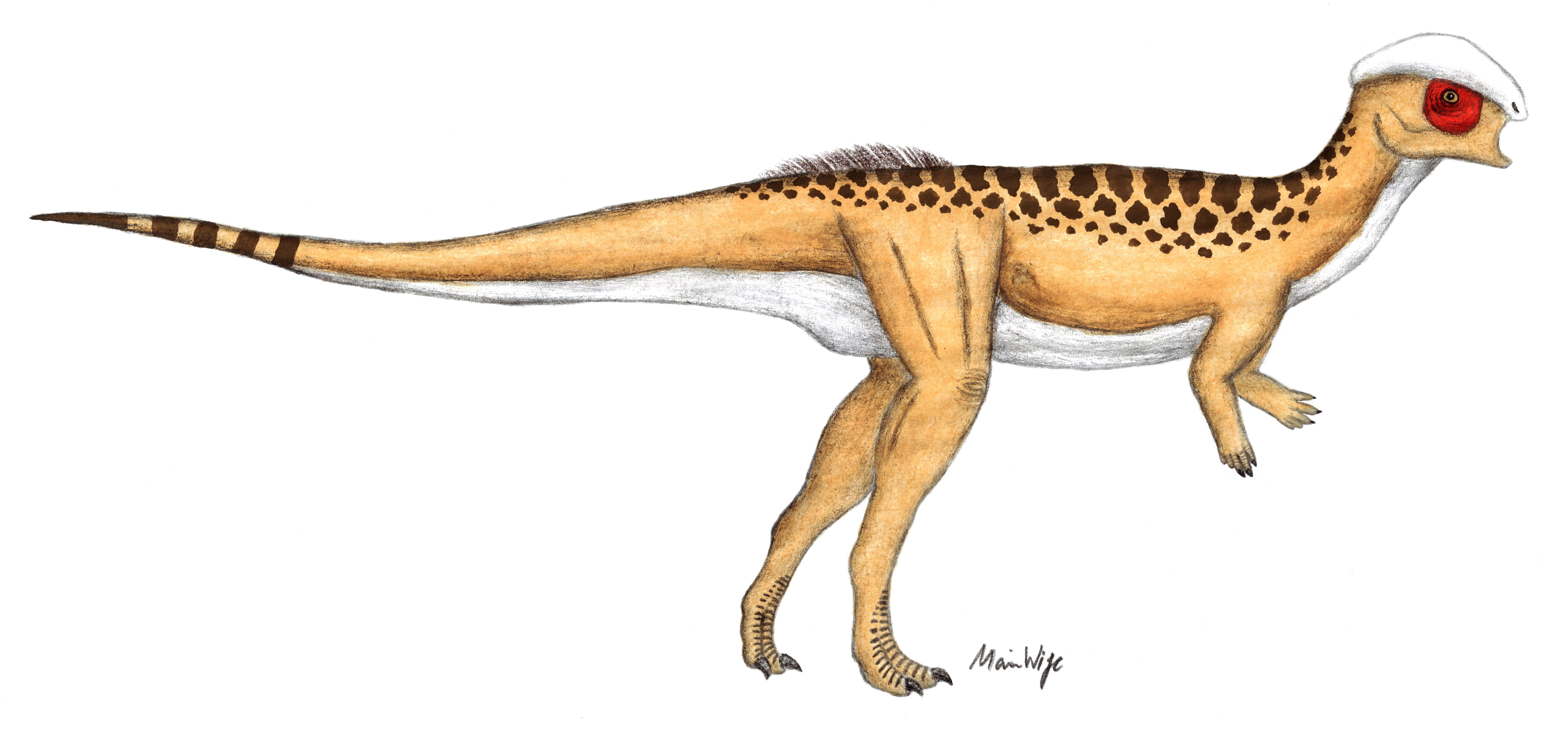
生態復元図

ハンスズーエシアは最初、1943年にバーナム・ブラウンとエリック・マーレン・シュライキュアーによりTroodon sternbergi と命名された標本に基づいている。 この標本はその後、2002年にはWilliamsonとCarrにより、2005年にはRyanとEvansによりステゴケラス属に移され、S. sternbergi とされている。ハンスズーエシア属は最初2003年にRobert M. Sullivanにより命名され、タイプ種はHanssuesia sternbergi となった。属名は堅頭竜類の研究に貢献したドイツの古生物学者ハンス・ディーター・ズースに献名されたものである。現在までのところカナダ、アルバータ州の州立恐竜公園内にあり、ベリーリバー層群に属す恐竜公園層(カンパニアン後期、7650万年前－7500万年前)とややアメリカ、モンタナ州にあるジュディスリバー層の上部(カンパニアン中期、7750万年前-7650万年前)の2箇所から7つ(主に前頭頭頂骨)の標本が発見されている。
他の堅頭竜類と同様に、ハンスズーエシアには分厚いスカルルーフがあった。しかしながら、以下の特徴により他の堅頭竜類と識別される。
- 頭頂骨に窪んだ領域がある
- 前頭頭頂骨のドームの幅が広い
- 鼻骨の幅が広い
- 前前頭骨の突出部が縮小している
- 頭頂鱗状骨棚が縮小している

## 関連
- Timeline of pachycephalosaur research

## 参照
1. ↑  松田眞由美『語源がわかる 恐竜学名辞典』小林快次、藤原慎一（監修）、北隆館、2017年1月20日、289頁。ISBN 978-4832607347。
2. 1 2  Robert M. Sullivan (2003). “Revision of the dinosaur Stegoceras Lambe (Ornithischia, Pachycephalosauridae)”. Journal Of Vertebrate Paleontology 23 (1):  181–207. doi:10.1671/0272-4634(2003)23[181:rotdsl]2.0.co;2.

- Sullivan, RM. (2003). "Hanssuesia, the correct generic name for 'Hanssuessia' Sullivan, 2003". Journal of Vertebrate Paleontology 23(3):714